# Wurmbea densiflora
Wurmbea densiflora är en tidlöseväxtart som först beskrevs av George Bentham, och fick sitt nu gällande namn av Terry Desmond Macfarlane. Wurmbea densiflora ingår i släktet Wurmbea och familjen tidlöseväxter. Inga underarter finns listade i Catalogue of Life.